# Гран-Канарія
Гран-Канарія або Ґран-Канарія (ісп. Gran Canaria) — один із Канарських островів, третій за величиною (площа 1560 км²) в архіпелазі після Тенерифе та Фуертевентура. На 2012 рік населення острова становило 852 тисячі осіб, що робить Гран-Канарію другим серед Канарських островів за кількістю жителів. Столицею Гран-Канарії є місто Лас-Пальмас-де-Гран-Канарія, адміністративний центр однойменної провінції.

## Географія

Тривимірна модель острова Гран-Канарія

Острів Гран-Канарія входить до складу Канарського архіпелагу та розташований на 210 км західніше південного узбережжя Марокко в Атлантичному океані. Сусідніми островами є Тенерифе на заході та Фуертевентура на сході. Гран-Канарія має округлу форму діаметром близько 50 км. Берегова лінія становить 236 км.
Як і всі Канарські острови, Гран-Канарія є островом вулканічного походження. Близько 80 % площі острова (1000 км²) утворилося в епоху Міоцену між 14 і 9 млн років тому. Другий цикл формування ландшафту (100 км²) припадає на період між 4,5 та 3,4 млн років тому, під час якого сформувалися основні гірські вершини. Останній період формування почався близько 2,8 млн років тому й триває досі. Останні виверження вулкана сталися близько 3500 років тому. Найвищою точкою є згаслий вулкан Піко-де-лас-Ньєвес (1949 м) в центрі острова. Гора Роке Нубло (1813 м) вважається одним із символів Гран-Канарія.
Завдяки географічному та кліматичному різноманіттю, а також багатству флори та фауни, Гран-Канарію також називають «континентом в мініатюрі». Острів поділяється на 14 зон з різним мікрокліматом. У центрі острова домінує гірський ландшафт, серед гір розташовані посушливі долини (Barrancos), що простяглися до самого узбережжя. Під час сильних дощів у них іноді утворюються потужні потоки води, тому в заселених областях рівнинні місцевості зазвичай зміцнюють дамбами.

### Клімат
Гран-Канарія розташований в області пасатів, які проникають на північну півкулю з північного сходу. Вони затримуються гірськими хребтами й, підіймаючись, іноді призводять до опадів на північних схилах, найчастіше у формі туману. Цим обумовлений посушливий клімат на півдні острова та вологіший в північній частини. Посушливість південної частини також посилюється вітрами з боку Сахари. Ці вітри називають каліма: вони несуть із собою пил з пустелі. Іноді вони спричиняють піщані бурі, що супроводжуються підвищенням температури повітря до 50 ° C.

### Флора

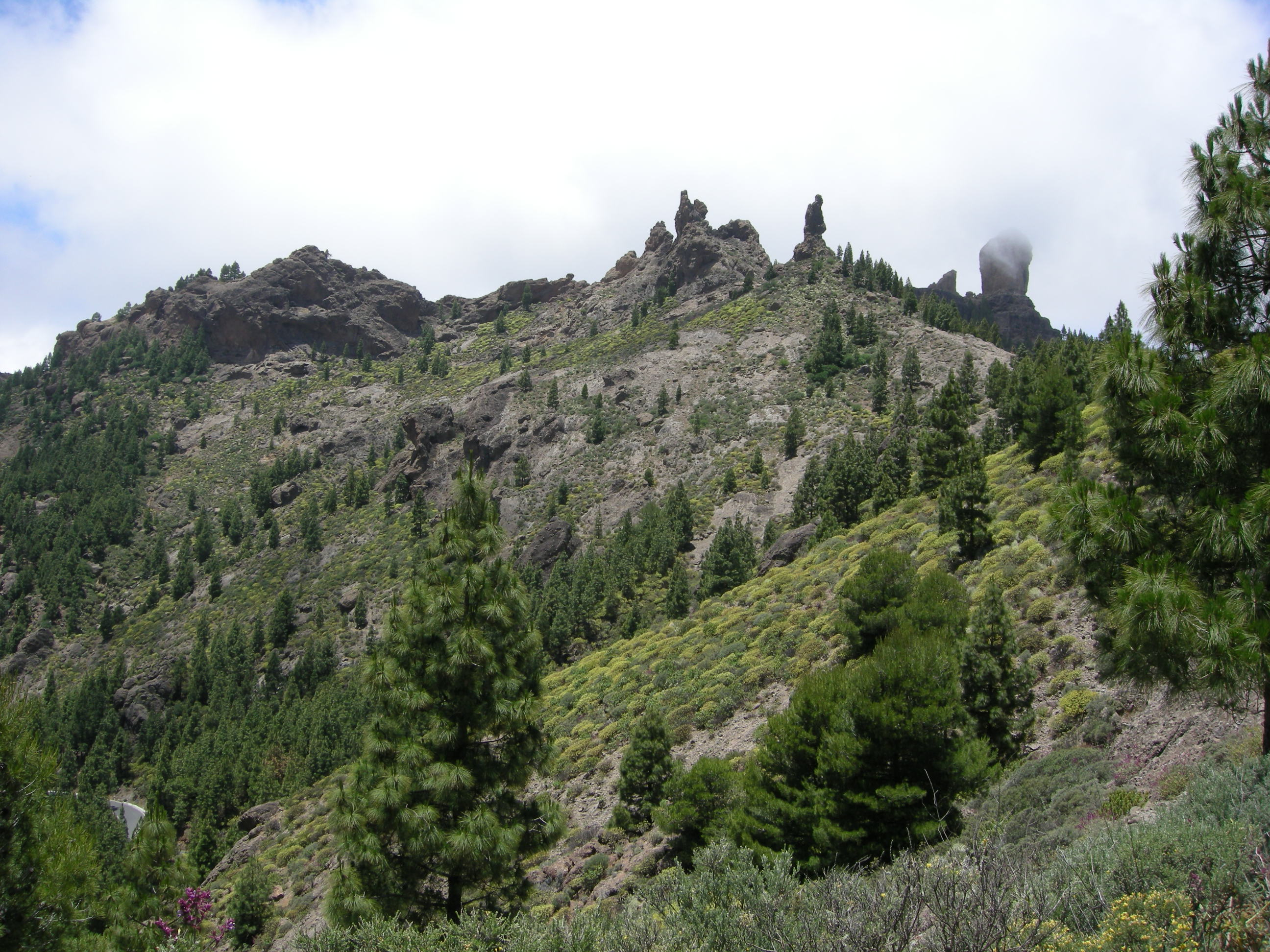
Рослинність Роке Нубло

В умовах постійного впливу пасатів на півночі острова переважають лаврові ліси з домінуючими лавром канарським, окотеєю смердючою та Персеєю індійською. Також в північних регіонах ростуть еріка древовидна та канарський дзвіночок — один із символів архіпелагу. Через інтенсивну експлуатацію природних ресурсів площа лаврових лісів за останній час значно зменшилась. У високогірних областях переважають соснові ліси, що складаються переважно з канарських сосен.
Рослинність південної частини Гран-Канарія пристосована до сухого клімату. Розріджений рослинний покрив, характерний для напівпустелі, складається переважно з рослин родини молочайні (наприклад, молочай канарський), а з також товстолистих представників роду синяк. Синяк сосновий є ендеміком острова Гран-Канарія.

## Адміністративно-політичний устрій
Острів Гран-Канарія розділений на 21 муніципалітет:
Муніципалітети острова Гран-Канарія
1. Агаете
2. Агуїмес
3. Артенара
4. Арукас
5. Вальєсеко
6. Вальсекільйо-де-Гран-Канарія
7. Вега-де-Сан-Матео
8. Гальдар
9. Інхеніо
10. Ла-Альдеа-де-Сан-Ніколас
11. Лас-Пальмас-де-Гран-Канарія
12. Моган
13. Моя
14. Сан-Бартоломе-де-Тірахана
15. Санта-Бріхіда
16. Санта-Лусія-де-Тірахана
17. Санта-Марія-де-Гіа-де-Гран-Канарія
18. Тельде
19. Терор
20. Техеда
21. Фіргас

На 2011 рік на острові проживають 850 тисяч осіб. За чисельністю населення Гран-Канарія є на другому місці після Тенерифе. Столиця острова, Лас-Пальмас-де-Гран-Канарія, в якій проживають понад третина населення острова (383 тис. осіб, в агломерації понад 600 тис. осіб), є найбільшим містом архіпелагу та адміністративним центром однієї з двох провінцій Іспанії в складі автономного співтовариства Канарські острови — провінції Лас-Пальмас.
Як і на решті островів архіпелагу, головним органом правління є Кабільдо. За результатами виборів 2011 року (в голосуванні беруть участь жителі острова) кабільдо (консулом) Гран-Канарія є член Народної партії Хосе Мігель Браво де Лагуна.

## Історія

### Доіспанської період
Археологічні знахідки свідчать, що Канарські острови були заселені не раніше 3000 років тому. Найдавніші знахідки належать приблизно до 800 року до н. е., але точна інформація відсутня.

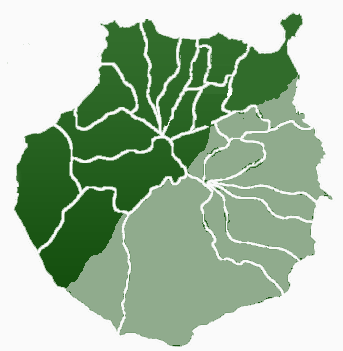
Королівства Агальдар (темно-зелений колір) та Тельде до завоювання острова іспанцями

Перша згадка про Канарські острови сягає I століття нашої ери. Пліній Старшій та Помпоній Мела назвали їх «островами тих, хто поспішає до щастя». Пліній посилається на описи мавретанського короля Юби II, що здійснив подорож до архіпелагу 40 року до н. е. У цьому ж тексті вперше зустрічається назва Канарія (ймовірно, назва острова Гран-Канарія). Пліній Старший вважає, що цю назву острову було дано через велику кількість крупних собак на острові. Два собаки були взяті Юбою на його батьківщину (територія сучасного Марокко), а потім потрапили на герб Канарських островов.
Автохтонне населення Канарських островів називають гуанчі, проте на кожному острові були власні назви племен. На Гран-Канарія проживали канарії. Походження гуанчів точно не з'ясоване, найпопулярнішими є версії про спорідненість з берберами. Оскільки на Канарських островах відсутні залізні руди, гуанчі були змушені виготовляти знаряддя праці з каменю.
Ранньою столицею гуанчів був Агальдар (нині Гальдар). У доіспанський період місцеве населення Гран-Канарія поділялося на декілька груп, кожну з яких очолював ватажок. Один з вождів, Гумідафе, почав війну за своє верховенство, яка призвела до підпорядкування йому дрібніших груп, і проголосив себе правителем Гран-Канарія. Його син Артемій Семідан зміцнив за собою позиції єдиного правителя острова. Після його смерті острів було поділено між його синами на два королівства — Агальдар та Тельде, — які проіснували до часу завоювання Канарського архіпелагу іспанцями.

### Завоювання островів іспанцями
Генуезець Ланцеротто Малочелло, що дав ім'я острову Лансароте, вважається першовідкривачем Канарських островів. Але перший офіційний документ, що підтверджує факт португальської експедиції на острови, датовано 1341 роком. Булла Папи Римського Климента VI від 7 листопада 1351 року закликає до утворення Конференції католицьких єпископів в Тельде з метою звернути місцеве населення в християнство. При цьому була зроблена спроба мирного звернення за допомогою торговців з Майорки, зацікавлених також у ділових контактах з Канар. 1393 року севільская флотилія, що пробудила інтерес Іспанії до товарів з Канар, в тому числі, до работоргівлі, напала на архіпелаг. У зв'язку з цим спроба звернення в християнство на Гран-Канарія провалилася, оскільки корінне населення не змогло більш розрізняти мирних майорканських переселенців та севільських завойовників та зробило протистояння всім чужинцям.
Завоювання Канарських островів іспанцями почалося 1402 року. Жителі Гран-Канарія успішно протистояли завойовникам до 24 червня 1478 року, коли на північно-східному березі острова висадилася величезна іспанська ескадра під проводом Хуана Рехона. Гуанчі були розгромлені та віддали північно-східну частина острова в руки завойовників. Новою столицею Гран-Канарія стало місто Лас-Пальмас-де-Гран-Канарія. Поступово острів був повністю захоплений Кастильською короною. Останній гуанартеме Агальдара Тенесор Семідан був захоплений у полон Алонсо Фернандесом де Луго. Тенесор був відправлений в Іспанію, де був хрещений під новим ім'ям Фернандо Гуанартеме, і по поверненню на Гран-Канарію став надійним союзником іспанців. Корінне населення остаточно здалося 1483 року.
Культура гуанчей була практично втрачена через великих людських втрат, через заборону на неї після завоювання, але й почасти через те, що більшість Канарія з великим інтересом поставився до іспанської культури.

### Міграція населення

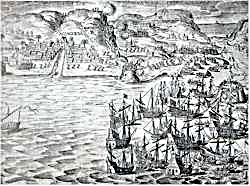
Напад голландських піратів на Лас-Пальмас 1599 року

Кількість переселенців на Канарських островах у період іспанського завоювання виявилася доволі великою в порівнянні з місцевим населенням. Проте острови були все-таки слабо заселені, оскільки Америка здавалася привабливішою. До початку XVI століття на Гран-Канарія проживали менше трьох тисяч осіб. Через активне поширення плантацій цукрової тростини на острові розпочався наплив переселенців з Піренейського півострова та завезення рабів з Африки. До середини XVI століття населення Гран-Канарія зросло до 8000. Проте до кінця XVI — початку XVII століття чисельність населення впала до 6000 через напади піратів у 1590-х роки, епідемії, мізерні врожаї, а також відтік населення після закінчення цукрового буму.
У кінці XVII століття на Гран-Канарія проживали вже близько 22 000 чоловік. Причиною стрімкого зростання стало переведення економіки на виноробство, орієнтоване переважно на експорт. Зростання населення продовжилося й у XVIII столітті. Водночас багато канарців емігрувало до Америки. Іммігрантів з Канарських островів, що оселилися в районі Луїзіани, Куби, Пуерто-Рико та Венесуели, прозвали Ісленьос  («острів'яни»). Канарська культура чинила більший вплив на латиноамериканські країни, проте й на Канарах закріпилися чимало елементів південноамериканської культури.

### Історія з XIX століття до наших днів
1852 року королева Ізабелла II оголосила Канарські острови особливою економічною зоною, що посприяло новому економічному зростанню.
1821 року архіпелаг був оголошений іспанською провінцією зі столицею в Санта-Крус-де-Тенерифе. Проте Лас-Пальмас також боровся за звання столиці, внаслідок чого з 1840 по 1873 рік відбувся поділ архіпелагу на західну та східну частину. 1912 року було прийнято «Закон про кабільдос», за яким кожний з островів отримав свій власний уряд — кабільдо. 1927 року Канарські острови були поділені на дві провінції Санта-Крус-де-Тенерифе та Лас-Пальмас з однойменними столицями. З 1982 року Канарські острови є одним з 17 автономних співтовариств Іспанії з двома столицями Санта-Крус-де-Тенерифе та Лас-Пальмас. При цьому голова Канарського уряду переїжджає кожні чотири роки.

## Демографія
На Гран-Канарія проживає 40 % від загального населення Канарських островів. На 2012 рік на острові мешкали 852 225 осіб, з них 49,8 % чоловіків та 50,2 % жінок. Велика частина населення зосереджена в столиці (383 тис. чол) та прилеглих муніципалітетах.
Вікова структура:
- до 14 років — 14,97 %
- 15 до 64 років — 70,58 %
- більше 65 років — 13,55 %

Частка іноземного населення становить 9,2 % (78 068 осіб). При цьому на першому місці знаходяться іммігранти з Німеччини (більше 9 тис.), це переважно заможні пенсіонери, які переїжджають у країну з теплішим кліматом. За ними слідують вихідці з Марокко, Колумбії, Великої Британії, Італії, Норвегії та Аргентини.
| 2001    | 2002    | 2003    | 2004    | 2005    | 2006    | 2007    | 2008    | 2009    | 2010    | 2011    | 2012    | 2013    | 2014    |
| ------- | ------- | ------- | ------- | ------- | ------- | ------- | ------- | ------- | ------- | ------- | ------- | ------- | ------- |
| 755 489 | 771 333 | 789 908 | 790 360 | 802 247 | 807 049 | 815 379 | 829 597 | 838 397 | 845 676 | 850 391 | 852 225 | 853 144 | 855 134 |

## Економіка
Головними економічними галузями на Гран-Канарія є туризм та сільське господарство. Розвиток туризму сприяв зростанню будівельного сектора. Аграрний сектор в останні роки втрачає колишнє значення. На острові також існують нечисленні підприємства легкої промисловості та підприємства з виробництва цементу та харчових продуктів. Комерційна діяльність зосереджена також навколо порту Пуерто-де-ла-Лус в Лас-Пальмасі. Він є найбільшим на острові та одним з найбільших в Іспанії. Пасажирообіг у 2011 році становив 800 тис. осіб, а вантажообіг — 17,3 млн тонн.

### Туризм

Плайя-дель-Інглес («Пляж англійців»)

Пляж Пуерто-Рико

Головною економічною галуззю на Гран-Канарія є туризм. У зв'язку з м'яким кліматом острів цілий рік привертає туристів, переважно з країн Північної Європи. Більшість туристів надає перевагу пляжному відпочинкові, але в останні роки з'явилася тенденція до переходу до активніших видів відпочинку: сільський туризм, гольф-туризм (на острові знаходяться 8 клубів для гри в гольф), заняття водними видами спорту, походи, велосипедний туризм. Загальна кількість туристів за рік становить 2,2 млн осіб.
Крім столиці, основними туристичними районами є курорти в південній частині острова. Плайя-дель-Інглес («Пляж англійців») з природним пляжем завдовжки 2700 м, Маспаломас з природними заповідниками в найпівденнішій точці острова та Сан-Августин, що розташовані східніше Плайя-дель-Інглес та утворюють найбільший туристичний центр Іспанії. Також популярні пляжі Пуерто-Рико, Мелонерас, Пуерто-де-Моган. Загальна протяжність пляжів на Гран-Канарія становить 60 км. Гран-Канарія є також улюбленим місцем відпочинку сексуальних меншин.

### Аграрний сектор
Сільське господарство також є одним з найважливіших джерел доходу на Гран-Канарія. Під сільськогосподарські потреби віддано близько 25 тис. гектарів землі, з них понад 11 тис. га використовуються як пасовища. На експорт вирощують насамперед банани та томати. Бананові плантації знаходяться переважно на півночі острова, натомість томати ростуть в південній частині Гран-Канарія. У середній частини острова також вирощують зернові культури, бобові та картоплю, але найчастіше ці продукти призначені для споживання населенням та гостями острова.

## Транспорт

### Повітряний транспорт
Єдиним аеропортом острова є аеропорт Гран-Канарія на східному узбережжі за 20 км від Лас-Пальмас. за пасажиропотоком (10,5 млн осіб) є найбільшим на Канарських островах, і п'ятим в Іспанії. В аеропорту також розташовується база ВПС Іспанії.

### Автомобільний транспорт

Основні траси острова Гран-Канарія

Автодорожня мережа, що з'єднує центр острова з узбережжям, столицею, аеропортом та портом, була побудована згідно з топографією острова. Уздовж східного узбережжя проходить автомагістраль GC-1, яка з'єднує Лас-Пальмас на півночі до Пуерто-Рико на півдні острова. Її протяжність становить 71 км, що робить її другою за довжиною на Канарських островах. GC-1 проходить також через аеропорт та найважливіші туристичні курорти Плайя-дель-Інглес та Маспаломас. На магістралі дозволено швидкість до 120 км/год.
Автомагістраль GC-2 завдовжки 32 км веде вздовж північного узбережжя від Лас-Пальмас до Агаете. Автомагістраль GC-3 з'єднує обидві головні магістралі GC-1 та GC-2 в обхід столиці та має в довжину 13 км. Більша її частина проходить мостами та через тунелі, оскільки ця магістраль веде вглиб острова.
Другорядні дороги, що відгалужуються від основних магістралей, позначаються двома цифрами (наприклад, GC-23). Дороги місцевого значення мають назву з трьома цифрами (GC-330). Через малозаселену західну частину Гран-Канарія проходять лише дороги місцевого значення.

### Водний транспорт
Порт в Лас-Пальмас є головним на Гран-Канарія. 2011 року пасажирообіг становив 800 тис. чол, а вантажообіг — більше 17 млн тонн. Приватні судноплавні компанії Fred. Olsen Express та Naviera Armas пропонують регулярні рейси з Лас-Пальмас до інших островів Канарського архіпелагу й до Мадейри. Також існують поромні рейси до Тенерифе з села Пуерто-де-лас-Ньевес, що у складі муніципалітету Агаете. Порти Arguineguín  і Arinaga спеціалізуються на перевезенні промислових вантажів.

### Громадський транспорт
Громадський транспорт представлений насамперед широкою автобусною мережею. Основними компаніями з перевезення пасажирів є транспортна компанія Global  (350 транспортних засобів) та муніципальна компанія Guaguas Municipales  (230 автобусів). Більшість автобусних рейсів починаються або закінчуються в місті Лас-Пальмас.
Планується також з'єднати північ та південь острова за допомогою залізниці. Перша ділянка El Tren de Gran Canaria (TGC)  має проходити від Арукаса до Лас-Пальмас та становитиме 15,1 км. Друга лінія завдовжки 50,1 км з'єднає столицю з Маспаломас.

## Визначні місця

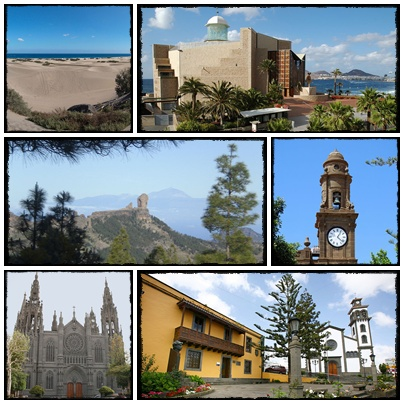

### Музеї
- Канарський музей в Лас-Пальмас присвячений історії острова до іспанського завоювання.
- Будинок Колумба в історичному столичному районі Veguete, який відвідав Христофор Колумб на шляху до Америки, розповідає про роль Канарських островів у відкритті Америки.
- CAAM, Атлантичний центр сучасного мистецтва розташований також в Veguete.
- Музей Нестора в Лас-Пальмас містить колекцію робіт знаменитого художника Нестора родом з Гран-Канарія.
- Археологічний музей і парк Куева-Пінтада в Гальдарі розташований у печері з нанесеними на її стіни геометричними малюнками періоду гуанчів.
- Будинок-музей Антоніо Падрона в Гальдаре представляє колекцію відомого канарського художника-експресіоніста Антоніо Падрона.
- Будинок-музей Томаса Моралеса знаходиться в Моя, на батьківщині поета.

### Пам'ятки історії та культури

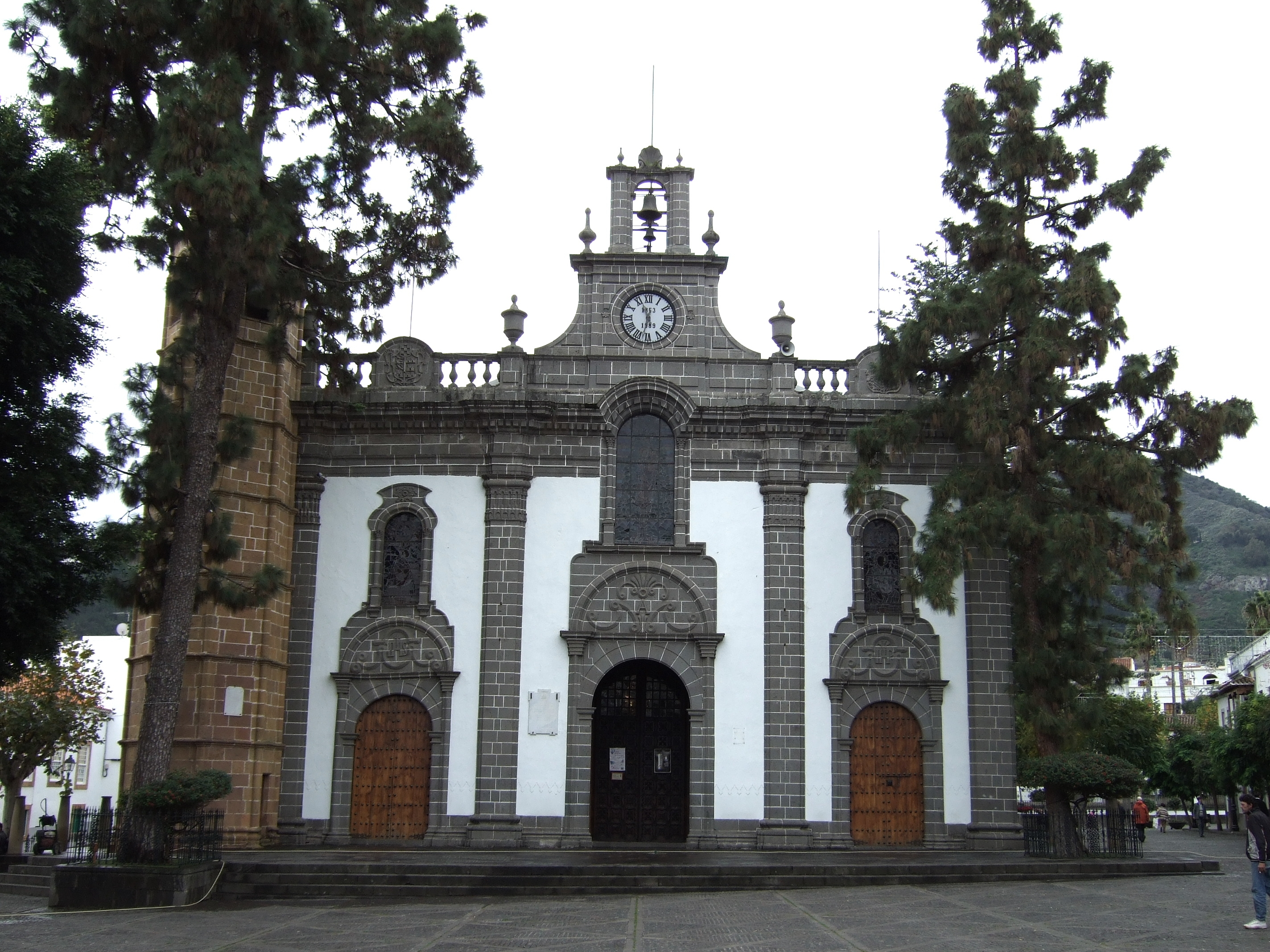
Базиліка-де-Нуестра-Сеньйора-дель-Піно в Терорі

Більшість історичних пам'яток належать до періоду після завоювання островів іспанцями, проте збереглися й деякі об'єкти спадщини гуанчів, як, наприклад, розписана печера Куева-Пінтада поблизу Гальдара та археологічний парк Сенобіо-де-Валерон в Санта-Марія-де-Гіа.
Деякі відомі релігійні споруди:
- Канарський собор в Лас-Пальмасі
- Базиліка-де-Нуестра-Сеньйора-дель-Піно, покровительки острова
- Базиліка святого Йоанна Хрестителя в Тельде
- Церква святого Йоанна Хрестителя, також відома під назвою Арукаський собор , хоча власне не є собором.

### Заповідники
Майже половина території острова (667 км²) знаходиться під захистом природоохоронної організації Red Canaria de Espacios Naturales Protegidos. З 146 об'єктів усього архіпелагу, які знаходяться під охороною, на Гран-Канарія розташовані 33. Розрізняються 7 категорій природних об'єктів.
| Кількість  | — | 2                    | 2              | 2                       | 6                                                                                   | 10 | 7                                                                                    | 4                                                  | 33               |  |
| Площа (га) | — | 13.333,0             |                |                         |                                                                                     | |                                                                                      |                                                    |                  |  |
| Назви      | — | Tamadaba, Pilancones | Nublo, Doramas | Inagua, Barranco Oscuro | El Brezal, Azuaje, Los Tilos de Moya, Los Marteles, Las Dunas de Maspalomas, Güigüi | Amagro, Bandama, Montañón Negro, Roque de Aguayro, Tauro, Arinaga, Barranco de Guayadeque, Riscos de Tirajana, Roque Nublo, Barranco del Draguillo | La Isleta, Pino Santo, Tafira, Las Cumbres, Lomo Magullo, Fataga, Montaña de Agüimes | Jinámar, Tufia, Roque de Gando, Juncalillo del Sur | 42,7 % території |  |

### Інші визначні місця
- Рибальське село Пуерто де Моган, яке часом називають Південною Венецією.
- Піщані дюни в Маспаломас.
- Парк Пальмітос — пальмовий парк та зоосад, що 2007 року був майже повністю знищений пожежею. Улітку 2008 року відкрився знову.
- Гребля в Барранко.
- Археологічний музей просто неба «Світ аборигенів» в Барранко де Фатага.
- Оглядовий майданчик «Cruz de Tejeda» з видом на гору «Pico del Teide».
- Скеляста вершина «Dedo de Dios» (Божий палець) в Пуерто-де-лас-Ньєвес (частина скелі знищена 2005 року ураганом Дельта).
- 290 рукотворних печер «Cenobio de Valerón».
- Ботанічний сад «Jardín Botánico Canario Viera y Clavijo» в Таріфа Альта.
- Парк кактусів «Cactualdea» біля Сан Ніколас де Толентіно (західне узбережжя).
- Моноліт заввишки 80 м у Роке Нубло.
- Містечко Терор з типовою канарською архітектурою.
- Печери Артенара.
- Порт у Лас-Пальмас-де-Гран-Канарія та історичний центр міста Вегета (Vegueta).
- Поселення Сан Бартоломе та Фатага в глибині острова.

## Символи острова
Уряд Канарських островів затвердив два природних символи острова Гран-Канарія, це Канарський дог (Perro de Presa Canario) та Молочай канарський (cardón)